# Obergründemich
Obergründemich ist ein Ortsteil von Steinenbrück in der Stadt Overath im Rheinisch-Bergischen Kreis in Nordrhein-Westfalen, Deutschland.

## Lage und Beschreibung
Der kleine Ortsteil Obergründemich ist von der Landesstraße 84 aus zu erreichen, einer Höhenstraße zwischen Immekeppel und Hohkeppel. Der Untergründemichersiefen fließt westlich an Obergründemich vorbei. Orte in der Nähe sind Untergründemich, Kreutzhäuschen, Hufenstuhl, Leffelsend, Brodhausen und Wüsterhöhe.

## Geschichte
Die Topographia Ducatus Montani des Erich Philipp Ploennies, Blatt Amt Steinbach, belegt, dass der Wohnplatz bereits 1715 eine Hofstelle besaß, die als Grümig beschriftet ist. Carl Friedrich von Wiebeking benennt die Hofschaft auf seiner Charte des Herzogthums Berg 1789 als Geräumig. Aus ihr geht hervor, dass der Ort zu dieser Zeit Teil der Honschaft Balken im Kirchspiel Overath war.
Der Ort ist auf der Topographischen Aufnahme der Rheinlande von 1817 als Obr. Gründenich verzeichnet. Die Preußische Uraufnahme von 1845 zeigt den Wohnplatz unter dem Namen Obr. Gründemilch. Ab der Preußischen Neuaufnahme von 1892 ist der Ort auf Messtischblättern regelmäßig als Obr. Gründemich oder Obergründemich verzeichnet.
1822 lebten 24 Menschen im als Hof kategorisierten und Gründemig bezeichneten Ort, der nach dem Zusammenbruch der napoleonischen Administration und deren Ablösung zur Bürgermeisterei Overath im Kreis Mülheim am Rhein gehörte. Für das Jahr 1830 werden für den als Gründemig bezeichneten Ort 29 Einwohner angegeben. Der 1845 laut der Uebersicht des Regierungs-Bezirks Cöln als Weiler kategorisierte und Gründemich bezeichnete Ort besaß zu dieser Zeit sieben Wohngebäude mit 43 Einwohnern, alle katholischen Bekenntnisses.
Die Liste Einwohner und Viehstand von 1848, die unter anderem der Steuererhebung diente, gewährt einen kleinen Einblick in damalige Lebensverhältnisse. Sie zählt in Obergründemich 25 Bewohner, darunter 15 Kinder, und nennt Namen der Haushaltsvorstände: Joseph Hoffstadt, Anton Wasser und Wilhelm Wasser. Als Beruf ist jeweils Ackerer notiert, Joseph Hoffstadt erhält den Zusatz Pächter. Nach amtlicher Notierung besitzt jeder der Landwirte einen Ochsen, ein Rind, zwei bis drei Kühe und zwei bis drei Schweine. Bei Hoffstadt wird darüber hinaus ein Kalb gezählt.
Die Gemeinde- und Gutbezirksstatistik der Rheinprovinz führt Obergründemich 1871 mit zwei Wohnhäusern und 13 Einwohnern auf. Im Gemeindelexikon für die Provinz Rheinland von 1888 werden für Ober Gründemich zwei Wohnhäuser mit 14 Einwohnern angegeben. 1895 besitzt der Ort zwei Wohnhäuser mit 13 Einwohnern, 1905 werden zwei Wohnhäuser und neun Einwohner angegeben.